# Natation sportive aux Jeux asiatiques de 2010
Les épreuves de natation des jeux asiatiques de 2010 se sont déroulées du 13 au 18 novembre 2010.

## Tableau des médailles
| Rang  | Nation         | Or | Argent | Bronze | Total |
| ----- | -------------- | -- | ------ | ------ | ----- |
| 1     | Chine          | 24 | 16     | 14     | 54    |
| 2     | Japon          | 9  | 18     | 12     | 39    |
| 3     | Corée du Sud   | 4  | 3      | 6      | 13    |
| 4     | Singapour      | 1  | 1      | 0      | 2     |
| 5     | Kazakhstan     | 0  | 1      | 1      | 2     |
| 6     | Hong Kong      | 0  | 0      | 2      | 2     |
| 7     | Inde           | 0  | 0      | 1      | 1     |
| 7     | Taipei chinois | 0  | 0      | 1      | 1     |
| Total | Total          | 38 | 39     | 37     | 114   |

## Médaillés hommes
| Event                     | Or | Or            | Argent | Argent   | Bronze | Bronze   |
| ------------------------- | --- | ------------- | --- | -------- | --- | -------- |
| 50 m nage libre           | Lü Zhiwu | 22.37         | Masayuki Kishida                                                                                                   | 22.45    | Rammaru Harada | 22.84    |
| 100 m nage libre          | Park Tae-hwan Corée du Sud                                                                                        | 48.70         | Lü Zhiwu Chine | 48.98    | Takuro Fujii Japon | 49.37    |
| 200 m nage libre          | Park Tae-hwan Corée du Sud                                                                                        | 1:44.80 (AR)  | Sun Yang Chine | 1:46.25  | Takeshi Matsuda Japon | 1:47.73  |
| 400 m nage libre          | Park Tae-hwan Corée du Sud                                                                                        | 3:41.53       | Sun Yang Chine | 3:42.47  | Zhang Lin Chine | 3:49.15  |
| 1500 m nage libre         | Sun Yang Chine | 14:35.43 (AR) | Park Tae-hwan Corée du Sud                                                                                         | 15:01.72 | Zhang Lin Chine | 15:22.03 |
|                           | |               | |          | |          |
| 50 m Dos crawlé           | Junya Koga Japon                                                                                                  | 25.08         | Ryosuke Irie Japon                                                                                                 | 25.16    | Cheng Feiyi Chine | 25.30    |
| 100 m Dos crawlé          | Ryosuke Irie Japon                                                                                                | 53.61         | Junya Koga Japon                                                                                                   | 53.88    | Sun Xiaolei Chine | 54.46    |
| 200 m Dos crawlé          | Ryosuke Irie Japon                                                                                                | 1:55.45       | Zhang Fenglin Chine                                                                                                | 1:57.53  | Cheng Feiyi Chine | 1:58.93  |
|                           | |               | |          | |          |
| 50 m Brasse               | Xie Zhi (zh) Chine                                                                                                | 27.80         | Ryo Tateishi Japon                                                                                                 | 27.86    | Li Xiayan Chine | 27.89    |
| 100 m Brasse              | Ryo Tateishi Japon                                                                                                | 1:00.38       | Vladislav Polyakov Kazakhstan                                                                                      | 1:01.03  | Wang Shuai Chine | 1:01.71  |
| 200 m Brasse              | Naoya Tomita Japon                                                                                                | 2:10.36       | Xue Ruipeng Chine \|Choi Kyu-woong Corée du Sud                                                                    | 2:12.25  | none | none     |
|                           | |               | |          | |          |
| 50 m Papillon             | Zhou Jiawei Chine                                                                                                 | 23.66         | Masayuki Kishida Japon                                                                                             | 24.13    | Virdhawal Khade Inde | 24.31    |
| 100 m Papillon            | Zhou Jiawei Chine                                                                                                 | 51.83         | Takuro Fujii Japon                                                                                                 | 51.85    | Wu Peng Chine | 52.72    |
| 200 m Papillon            | Takeshi Matsuda Japon                                                                                             | 1:54.02       | Ryusuke Sakata Japon                                                                                               | 1:55.23  | Chen Yin Chine | 1:55.29  |
|                           | |               | |          | |          |
| 200 m 4 Nage              | Ken Takakuwa Japon                                                                                                | 1:58.31       | Wang Shun Chine | 1:59.72  | Yuya Horihata Japon | 2:00.48  |
| 400 m 4 Nage              | Yuya Horihata Japon                                                                                               | 4:13.35       | Huang Chaosheng Chine                                                                                              | 4:13.38  | Ken Takakuwa Japon | 4:16.42  |
|                           | |               | |          | |          |
| 4×100 m nage libre relais | Chine Shi Tengfei Jiang Haiqi Shi Runqiang Lü Zhiwu Chen Zuo* Liu Junwu*                                          | 3:16.34       | Japon Takuro Fujii Rammaru Harada Shunsuke Kuzuhara Sho Uchida Yuki Kobori* Yoshihiro Okumura*                     | 3:16.78  | Corée du Sud Kim Yong-sik Bae Joon-mo Park Seon-kwan Park Tae-hwan Jung Won-yong* Kim Min-gyu* Lee Hyun-seung* Park Min-kyu*       | 3:19.02  |
| 4×200 m nage libre relais | Chine Zhang Lin Jiang Haiqi Li Yunqi Sun Yang Dai Jun* Jiang Yuhui* Zhang Enjian*                                 | 7:07.68       | Japon Yuki Kobori Sho Uchida Shunsuke Kuzuhara Takeshi Matsuda Yoshihiro Okumura*                                  | 7:10.39  | Corée du Sud Bae Joon-mo Jang Sang-jin Lee Hyun-seung Park Tae-hwan Kim Yong-sik* Park Min-kyu*                                    | 7:24.14  |
|                           | |               | |          | |          |
| 4×100 m 4 nages relais    | Japon Ryosuke Irie Ryo Tateishi Takuro Fujii Rammaru Harada Kosuke Kitajima* Masayuki Kishida* Shunsuke Kuzuhara* | 3:34.10       | Corée du Sud Park Seon-kwan Choi Kyu-woong Jeong Doo-hee Park Tae-hwan Kim Ji-heun* Chang Gyu-cheol* Park Min-kyu* | 3:38.30  | Kazakhstan Stanislav Ossinskiy Vladislav Polyakov Fefor Shkilyov Stanislav Kuzmin Yevgeniy Ryzhkov* Rustam Khudiyev* Artur Dilman* | 3:40.55  |

## Médaillées femmes
| Event                     | Or                                               | Or           | Argent                                                      | Argent  | Bronze                                                                    | Bronze  |
| ------------------------- | ------------------------------------------------ | ------------ | ----------------------------------------------------------- | ------- | ------------------------------------------------------------------------- | ------- |
| 50 m nage libre           | Li Zhesi Chine                                   | 24.97        | Tang Yi Chine                                               | 25.22   | Yayoi Matsumoto Japon                                                     | 25.67   |
| 100 m freestyle           | Tang Yi Chine                                    | 54.12        | Li Zhesi Chine                                              | 54.84   | Haruka Ueda Japon                                                         | 55.15   |
| 200 m nage libre          | Zhu Qianwei Chine                                | 1:56.65      | Tang Yi Chine                                               | 1:57.08 | Hanae Ito Japon                                                           | 1:58.24 |
| 400 m nage libre          | Shao Yiwen Chine                                 | 4:05.58      | Liu Jing Chine                                              | 4:08.89 | Seo Youn-jeong Corée du Sud                                               | 4:14.50 |
| 800 m nage libre          | Li Xuanxu Chine                                  | 8:23.55      | Shao Yiwen Chine                                            | 8:24.14 | Maiko Fujino Japon                                                        | 8:33.55 |
|                           |                                                  |              |                                                             |         |                                                                           |         |
| 50 m dos crawlé           | Gao Chang Chine                                  | 27.45        | Aya Terakawa Japon                                          | 27.86   | Xu Tianlongzi Chine                                                       | 28.14   |
| 100 m dos crawlé          | Zhao Jing Chine                                  | 59.20        | Shiho Sakai Japon                                           | 59.87   | Gao Chang Chine                                                           | 59.90   |
| 200 m dos crawlé          | Zhao Jing Chine                                  | 2:06.46 (AR) | Shiho Sakai Japon                                           | 2:07.81 | Aya Terakawa Japon                                                        | 2:09.72 |
|                           |                                                  |              |                                                             |         |                                                                           |         |
| 50 m brasse               | Wang Randi Chine                                 | 31.04        | Zhao Jin Chine                                              | 31.13   | Satomi Suzuki Japon                                                       | 31.52   |
| 100 m brasse              | Ji Liping Chine                                  | 1:06.91      | Satomi Suzuki Japon                                         | 1:07.43 | Chen Huijia Chine                                                         | 1:07.98 |
| 200 m brasse              | Jeong Da-rae Corée du Sud                        | 2:25.02      | Sun Ye Chine                                                | 2:25.27 | Ji Liping Chine                                                           | 2:25.40 |
|                           |                                                  |              |                                                             |         |                                                                           |         |
| 50 m papillon             | Tao Li Singapour                                 | 26.10        | Yuka Kato Japon                                             | 26.27   | Lu Ying Chine                                                             | 26.29   |
| 100 m papillon            | Jiao Liuyang Chine                               | 57.76        | Tao Li Singapour                                            | 58.24   | Yuka Kato Japon                                                           | 58.46   |
| 200 m papillon            | Jiao Liuyang Chine                               | 2:05.79      | Natsumi Hoshi Japon                                         | 2:07.96 | Choi Hye-ra Corée du Sud                                                  | 2:08.39 |
|                           |                                                  |              |                                                             |         |                                                                           |         |
| 200 m 4 nages             | Ye Shiwen Chine                                  | 2:09.37      | Wang Qun Chine                                              | 2:12.02 | Choi Hye-ra Corée du Sud                                                  | 2:12.85 |
| 400 m 4 nages             | Ye Shiwen Chine                                  | 4:33.79      | Li Xuanxu Chine                                             | 4:38.05 | Cheng Wan-jung Taipei chinois                                             | 4:41.55 |
|                           |                                                  |              |                                                             |         |                                                                           |         |
| 4×100 m nage libre relais | Chine Li Zhesi Wang Shijia Zhu Qianwei Tang Yi   | 3:36.88      | Japon Haruka Ueda Yayoi Matsumoto Tomoko Hagiwara Hanae Ito | 3:37.90 | Hong Kong Sze Hang Yu Yu Wai Ting Au Hoishun Stephanie Hannah Wilson      | 3:43.17 |
| 4×200 m nage libre relais | Chine Zhu Qianwei Liu Jing Wang Shijia Tang Yi   | 7:51.81      | Japon Hanae Ito Haruka Ueda Yayoi Matsumoto Risa Sekine     | 7:55.92 | Corée du Sud Park Na-ri Choi Hye-ra Lee Jae-young Seo Youn-jeong          | 8:07.78 |
|                           |                                                  |              |                                                             |         |                                                                           |         |
| 4×100 m 4 nages relais    | Chine Zhao Jing Chen Huijia Jiao Liuyang Tang Yi | 3:57.80      | Japon Aya Terakawa Satomi Suzuki Yuka Kato Haruka Ueda      | 3:58.24 | Hong Kong Lau Yin Yan Claudia Ma Hei Tung Fiona Sze Hang Yu Hannah Wilson | 4:06.83 |